# گرگ روتمن
ویلیام گرگوری روتمن (زاده ۱۰ دسامبر ۱۹۶۶) یک سیاستمدار آمریکایی است. او که یک جمهوری‌خواه است، در حال حاضر سناتور ایالتی ناحیه ۳۴ پنسیلوانیا است و قبلاً از سال ۲۰۱۵ تا ۲۰۲۲ عضو مجلس نمایندگان پنسیلوانیا بوده و به نمایندگی از ناحیه ۸۷ عضویت داشته است.
روتمن در ۱۰ دسامبر ۱۹۶۶ در هریسبورگ، پنسیلوانیا به دنیا آمد. او در سال ۱۹۸۵ از دبیرستان دره کامبرلند فارغ‌التحصیل شد، لیسانس علوم سیاسی از دانشگاه ماساچوست، آمهرست در سال ۱۹۸۹، و کارشناسی ارشد املاک و مستغلات از دانشگاه جان هاپکینز در سال ۲۰۰۵ دریافت کرد. او در نیروهای ذخیره نیروی دریایی خدمت می‌کرد.